# Diplôme de compétence en langue
Pour les articles homonymes, voir DCL.
Le diplôme de compétence en langue (DCL) est un diplôme de l'éducation nationale (France) qui valide la capacité à utiliser une langue étrangère ou régionale en situation professionnelle. Les tests DCL existent pour les langues allemande, arabe, anglaise, bretonne, chinoise, espagnole, italienne, occitane, portugaise, russe, français ainsi que pour la langue des signes française (LSF).

## Prérequis
Le cadre européen commun de référence pour les langues (CECR) définit six niveaux (A1, A2, B1, B2, C1, C2). Pour obtenir le DCL, il est nécessaire d'avoir au moins le niveau A2. Celui-ci peut se définir par la compréhension des phrases isolées et des expressions fréquemment utilisées en relation avec des domaines immédiats de priorité (par exemple, informations personnelles et familiales simples, achats, environnement proche, travail). La communication lors de tâches simples et habituelles ne demandant qu'un échange d'informations simples et directes sur des sujets familiers et habituels. Pouvoir décrire avec des moyens simples sa formation, son environnement immédiat et évoquer des sujets qui correspondent à des besoins immédiats.

## L'évaluation
Elle porte non sur les connaissances du candidat mais sur sa capacité à utiliser la langue dans une situation aussi proche que possible de la réalité de son travail. Depuis janvier 2011, le candidat doit traiter en deux heures et demie le scénario d'une situation proche de la réalité professionnelle. Il a une mission à remplir, des tâches à effectuer et une solution à proposer.
L'évaluation dure 2h30 et permet d'évaluer les compétences linguistiques du candidat. En fonction des résultats obtenus, et sous réserve d'atteindre le niveau minimum requis correspondant au niveau A2, le candidat obtient son diplôme avec mention du niveau atteint (A2, B1, B2 ou C1).
Il existe une version français professionnel qui ne dure que 1h30 et permet d'évaluer le candidat sur les niveaux A1 ou A2 seulement.

## Préparation
Si l'évaluation porte sur des acquis du candidat, il reste préférable de se préparer à cet examen et de revoir au moins les bases. Les annales sont disponibles sur le site du DCL.

### Autres tests
- Institut des langues étrangères de l'université Eötvös Loránd
  - Hongrois niveaux A2, B1, B2, C1
  - Espéranto niveaux B1, B2, C1